# Aerenea humerolineata
Aerenea humerolineata là một loài bọ cánh cứng trong họ Cerambycidae.